# ツェツィーリア・レナータ・フォン・エスターライヒ
ツェツィーリア・レナータ・フォン・エスターライヒ（Cäcilia Renata von Österreich, 1611年7月6日 - 1644年3月24日）は、ポーランド王ヴワディスワフ4世の最初の王妃。ポーランド語名ではCecylia Renata AustriaczkaまたはCecylia Renata Habsburzanka。

## 生涯
神聖ローマ皇帝フェルディナント2世と最初の妃マリア・アンナ・フォン・バイエルンの娘として、グラーツで生まれた。1637年に従兄のヴワディスワフとワルシャワで結婚、同じ日に聖ヤン大聖堂で戴冠した。若く精力的なツェツィーリアは、自分の好み通りに宮廷を変え始めた。彼女は親ハプスブルク・親カトリックの立場で、イェジー・オッソリンスキやアルブレフト・スタニスワフ・ラジヴィウと同盟した。彼女の政敵は、王の旧友で王を影響下においていたアダム・カザノフスキで、彼は王の結婚後追放された。カザノウスキはのちに彼女の敵の一人ピョトル・ゲムビツキと手を組んだ。ツェツィーリアは、結婚当初の2、3年間は要職の任命に多くの介入をした。しかし、1638年頃からヴワディスワフがハプスブルク家からはわずかな援助しか期待できないと悟ると、ツェツィーリアの助言を無視し始め、彼女の権力は衰えた。
ツェツィーリアは、ジグムント・カジミェシュ（1640年 - 1647年）、マリア・アンナ・イザベラ（1642年 - 1643年）の2子を生んだが、2人とも夭折した。ツェツィーリアは1644年にヴィリニュスで没した。